# Садыкова, Сыйнат Умаровна
Сыйна́т Ума́ровна Сады́кова (кирг. Сыйнат Садыкова; 1917, Чолпонбай, Сырдарьинская область — 1976, Фрунзе) — председатель Кировского райисполкома Фрунзенской области, Киргизская ССР. Герой Социалистического Труда (1957). Депутат Верховного Совета СССР 5-го созыва.

## Биография
Родилась в 1917 году в крестьянской семье в селе Чымгент (ныне — в Айтматовском районе).
С 1943 года, окончив педагогический институт, работала учительницей в семилетней школе в селе Чон-Коргон.
В 1944 году вступила в ВКП(б). Позднее была председателем женского комитета, секретарём председателя Будённовского района[уточнить], заведующей районного отделения торговли. С 1954 года — председатель Кировского райисполкома Фрунзенского района. Окончила Алма-Атинскую высшую партийную школу.
Будучи первым секретарём Кировского райисполкома[уточнить], активно участвовала в организации сельскохозяйственного производства в Кировском районе. Указом Президиума Верховного Совета СССР от 15 февраля 1957 года за выдающиеся успехи, достигнутые в деле увеличения производства сахарной свеклы, хлопка и продуктов животноводства, широкое применение достижений науки и передового опыта в возделывании хлопчатника, сахарной свеклы и получение высоких и устойчивых урожаев этих культур удостоена звания Героя Социалистического Труда с вручением ордена Ленина и золотой медали «Серп и Молот».
Избиралась депутатом Верховного Совета СССР 5-го созыва от Совета Национальностей (1958—1962).
Скончалась в 1976 году во Фрунзе.

## Память
Именем С. У. Садыковой названа средняя школа в родном селе Чымгент Кара-Бууринского района. Возле этой же школы установлен бюст Сыйнат Садыковой.